# ヘイト (バンド)

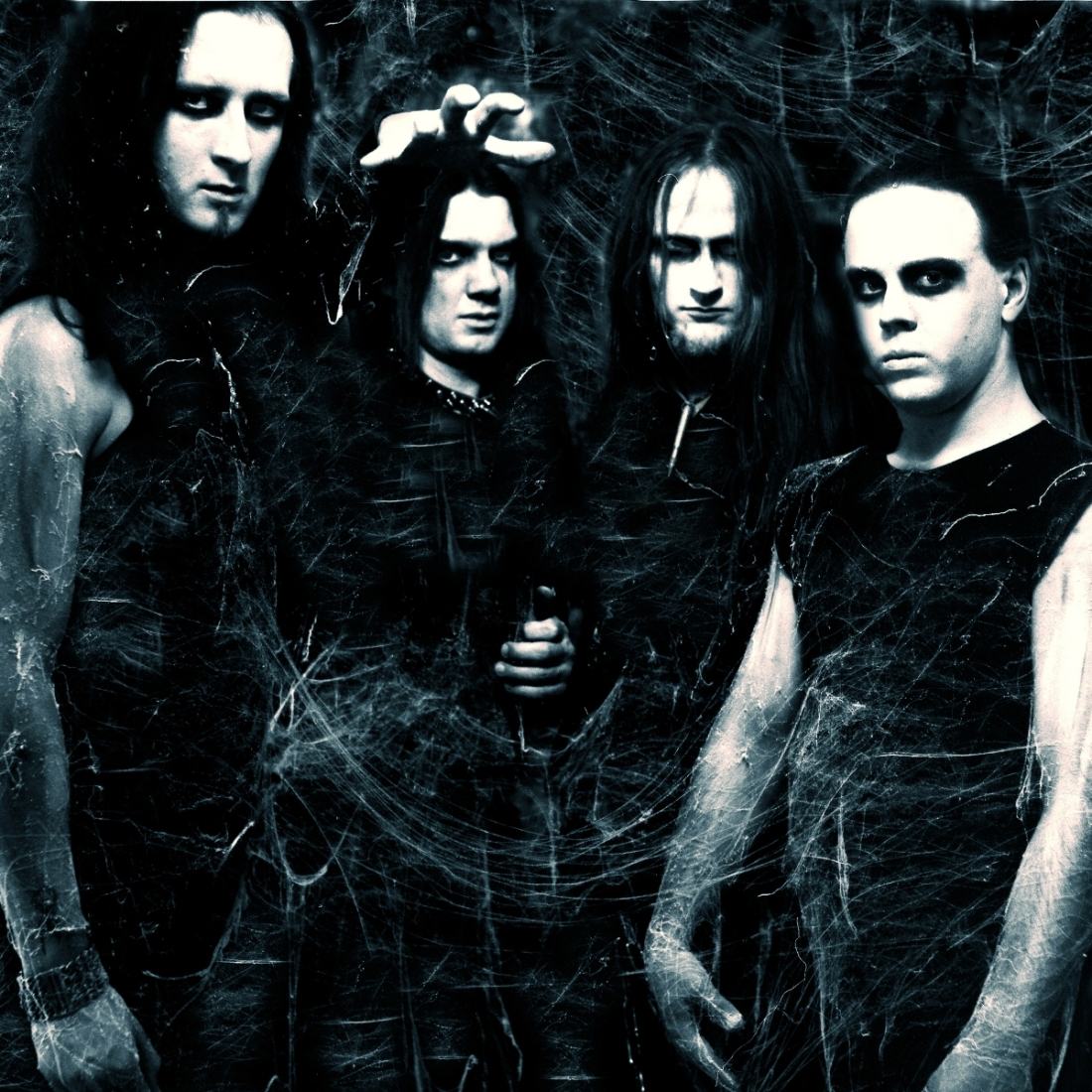
2008年のグループショット

ヘイト(HATE)は、ポーランド出身のデスメタル/ブラックメタル・バンド。
同国の「ヴェイダー」「ベヒーモス」らと並び、エクストリーム・メタルシーンの確立に貢献したバンドの一つ。近年は、創始者アダム・ザ・ファースト・シナーほぼ一人のプロジェクトと化している。

## 略歴
1990年、アダム・ザ・ファースト・シナー(Gt/Vo)が中心となり、クァック(Gt)、マルティン(Ba)、ミットロッフ(Ds)をメンバーに結成。
3本のデモテープをリリースし、母国のレーベル、ノヴァム・ヴォックス・モーティスとの契約にこぎ着ける。
1996年、1stアルバム『Daemon Qui Fecit Terram』でデビュー。
2003年、フランスのリスナブル・レコードと契約した。 以降、コンスタントに作品のリリースを重ねる。
その後、数々のメンバーチェンジを繰り返し、創始者シナーを除いてラインナップが非常に流動的である。2015年の時点で、正規メンバーは2人まで減少し、サポートを起用して活動を継続している。

## メンバー

### 現ラインナップ
- アダム・ザ・ファースト・シナー (Adam "Adam The First Sinner" Buszko) - ボーカル/ギター (1990- )
通称"ATF Sinner"
- パブロン (Paweł "Pavulon" Jaroszewicz) - ドラムス (2014- )

サポート
- ドミン (Dominik "Domin" Prykiel) - ギター (2015- )
- ティエルメス (Tiermes) - ベース (2018- )

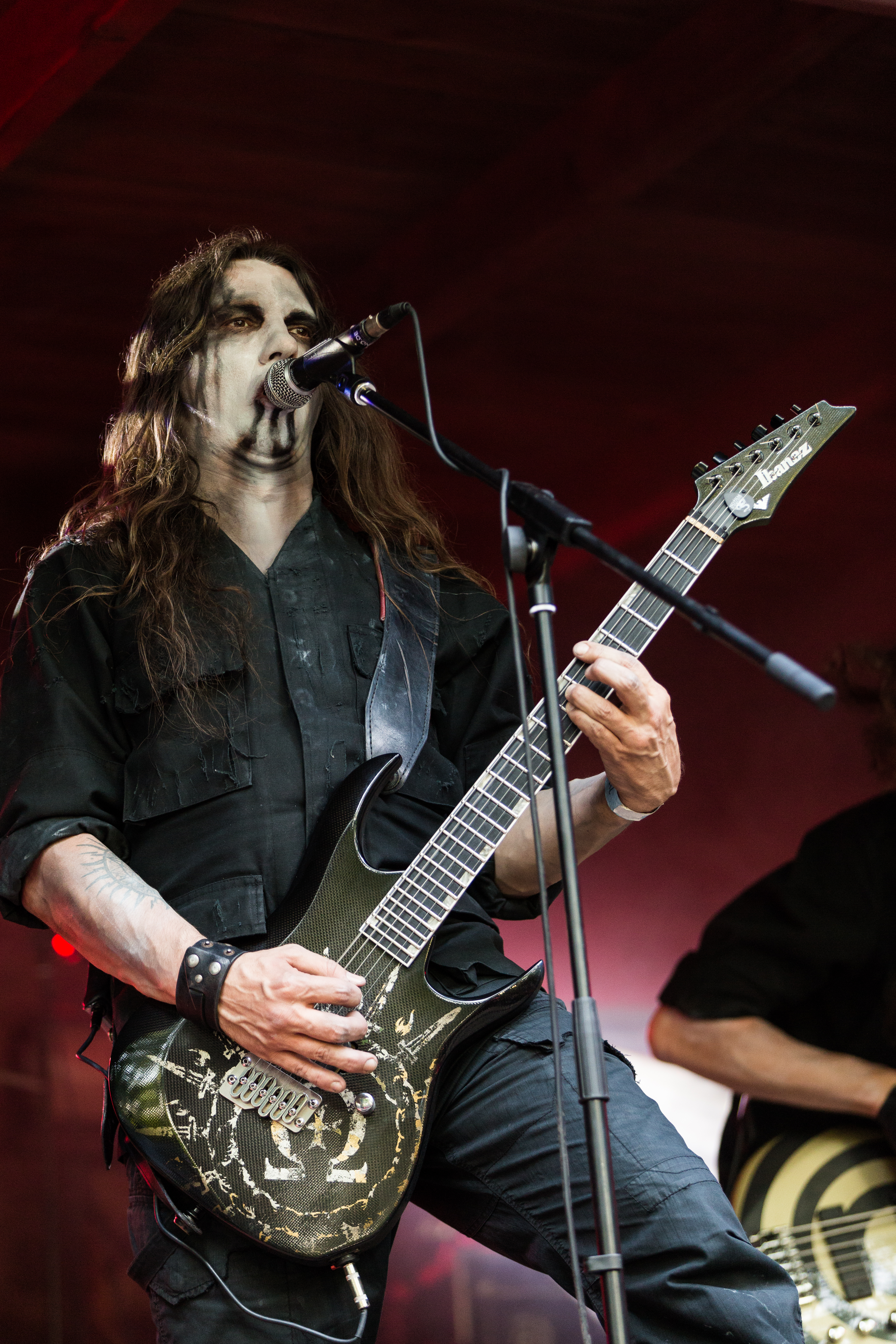
ATF・シナー(Vo/G) 2017年
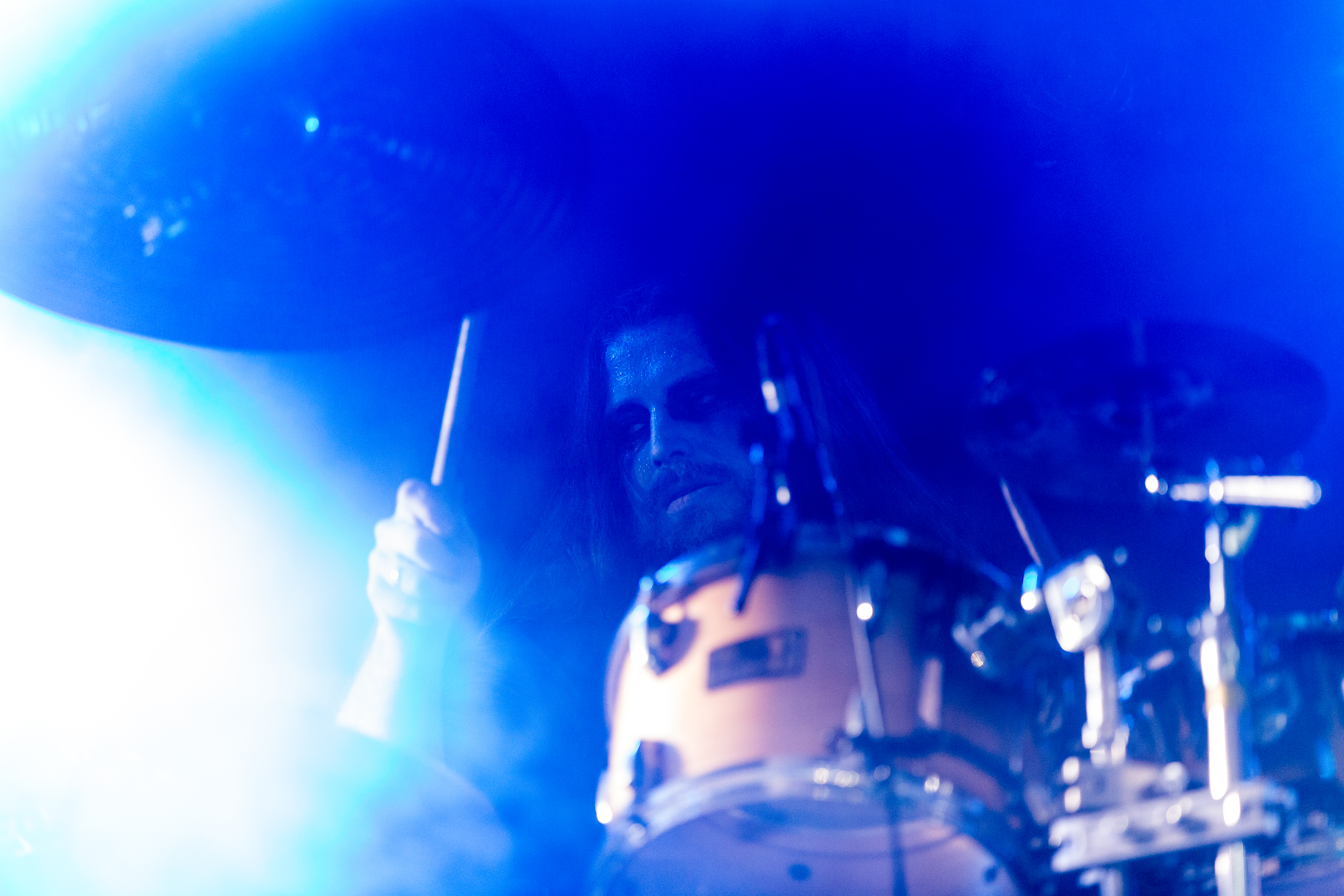
パブロン(Ds) 2017年
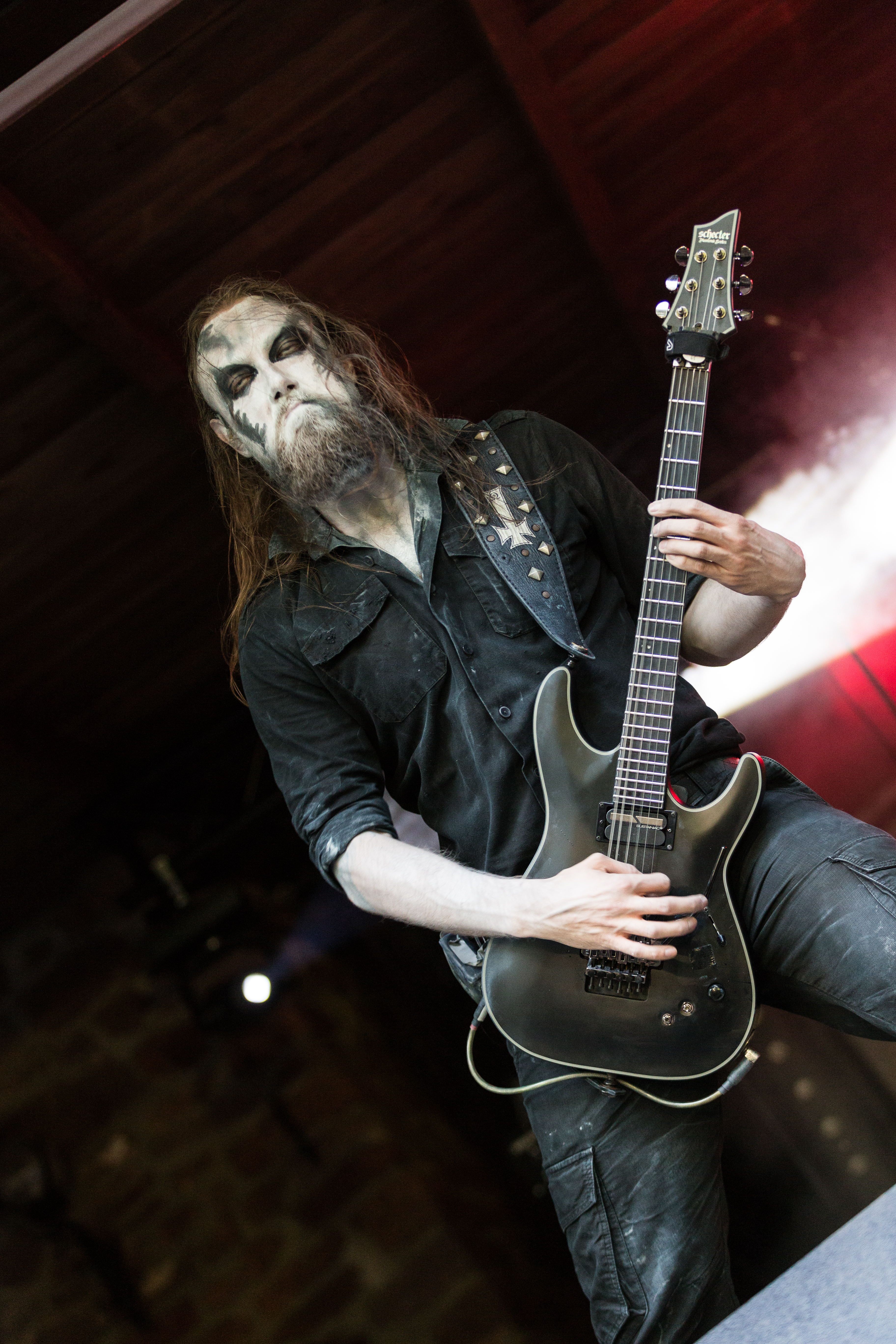
ドミン(G) 2017年

### 旧メンバー
- クァック (Andrzej "Quack" Kułakowski) - ギター (1990-1994)
- ラルフ (Ralph) - ギター (1995-2001)
- カオス (Piotr "Kaos" Jeziorski) - ギター (2002-2005)
- ヘルビースト (Kamil "Hellbeast" Kondracki) - ギター (2005-2006)
- デストロイヤー (Konrad "Destroyer" Ramotowski) - ギター (2006-2015)
- マルティン (Marcin "Martin" Russak) - ベース (1990-1992)
- ダニエル (Daniel) - ベース (1993-1997)
- シプリアン・コンドール (Cyprian Konador) - ベース (1998-2007)
- モーティファ― (Sławomir "Mortifer" Arkhangelsky) - ベース (2007-2013)
2013年逝去。
- ミットロッフ (Piotr "Mittloff" Kozieradzki) - ドラムス (1990-2001)
- ヘルレイザー (Dariusz "Hellrizer" Zaborowski) - ドラムス (2001-2006)
- ヘクセン (Stanisław "Hexen" Malanowicz) - ドラムス (2006-2014)

## ディスコグラフィー
オリジナル・アルバム
- 1996年 Daemon Qui Fecit Terram
- 1998年 Lord Is Avenger
- 2002年 Cain's Way
- 2003年 Awakening of the Liar
- 2005年 Anaclasis: A Haunting Gospel Of Malice & Hatred
- 2008年 Morphosis
- 2010年 Erebos
- 2013年 Solarflesh
- 2015年 Crusade:Zero
- 2017年 Tremendum

EP/ミニアルバム
- 1999年 Victims
一部デモのリマスターヴァージョンが収録されている。

ライヴアルバム
- 2009年 The Litanies of Satan
映像作品『Litanies of Satan』のCD盤。

コンピレーション
- 1999年 Evil Decade of Hate
結成10周年記念盤。過去の楽曲、ライヴ音源を含む。
- 2001年 Holy Dead Trinity
EP『Vicvtims』と2nd『Lord Is Avenger』からの選曲。

映像作品
- 2004年 Litanies Of Satan